# Église Saint-Julien d'Ayrinhac
L'église Saint-Julien d'Ayrinhac est une église située en France à Ayrinhac sur la commune de Bertholène, dans le département de l'Aveyron en région Occitanie.
Elle fait l'objet d'une inscription au titre des monuments historiques depuis le 7 novembre 2007.

## Localisation
L'église est située sur la commune de Bertholène, dans le département français de l'Aveyron.

## Historique
Cette église est un ancien prieuré, qui dépendait de la domerie d'Aubrac. Elle date des XIe et XVIe siècles.
L'édifice est inscrit au titre des monuments historiques en 2007.